# فرشته کریمی
فرشته کریمی (زادهٔ ۱۷ بهمن ۱۳۶۷ در تهران) عضو تیم ملی فوتسال زنان ایران و از ۱۰ بازیکن برتر فوتسال زنان جهان در سال ۲۰۱۳، به انتخاب سایت فوتسال پلنت، می‌باشد. وی در مسابقات قهرمانی ملت‌های آسیا در سال‌های ۲۰۱۵ و ۲۰۱۸ به عنوان بهترین بازیکن رقابت‌ها انتخاب شده است.
این بازیکن به همراه تیم ایران در جام ملت‌های آسیا ۲۰۱۵ با برتری یک بر صفر برابر تیم ژاپن قهرمان آسیا شد. این عنوان در دومین دورهٔ جام ملت‌های آسیا در سال ۲۰۱۸، توسط کریمی و هم‌تیمی‌هایش تکرار شد.

## زندگی ورزشی
او متولّد ۱۷ بهمن ماه ۱۳۶۷ خورشیدی در محلّهٔ نازی‌آباد تهران است و هم‌اکنون عضو تیم زنان شاهین نوین نطنز و تیم ملی فوتسال زنان ایران می‌باشد.

## دستاوردها
- قهرمانی در جام ملت‌های فوتسال زنان آسیا به همراه تیم ملی فوتسال زنان ایران (۲۰۱۸)
- بهترین بازیکن بازی‌های قهرمانی فوتسال بانوان آسیا (۲۰۱۸)
- قهرمانی در جام ملت‌های فوتسال زنان آسیا به همراه تیم ملی فوتسال زنان ایران (۲۰۱۵)
- بهترین بازیکن بازی‌های قهرمانی فوتسال بانوان آسیا (۲۰۱۵)[۳]
- پنجم جهان در بازی‌های جام جهانی کوچک اسپانیا (۲۰۱۴)[۴]
- نامزد دریافت عنوان «بهترین بازیکن فوتسال جهان» (۲۰۱۳)
- قهرمان مسابقات آسیایی فوتسال زنان (۲۰۱۳)
- قهرمان دومین دورهٔ مسابقات قهرمانی فوتسال بانوان فدراسیون فوتبال غرب آسیا (۲۰۱۲)[۵]
- نایب قهرمان جام حذفی فوتسال زنان ایران (۱۳۹۳)
- ۴ قهرمانی لیگ برتر فوتسال: ۲ بار با راه‌آهن و ۲ بار هم با تجارت‌خانه[۶]

### نامزدی عنوان «بهترین بازیکن فوتسال زنان جهان»
فوتسال پلنت، که هر سال بهترین‌های فوتسال دنیا را معرفی می‌کند، فرشته کریمی را یکی از ۱۰ بازیکن برتر فوتسال زنان جهان در سال ۲۰۱۳ معرفی کرد. در لیست معرفی شده از سوی این سایت، نام سه بازیکن از برزیل، سه بازیکن از اسپانیا، دو بازیکن پرتغالی و یک بازیکن از روسیه و یک بازیکن هم از ایران ثبت شده که کاندیدای عنوان بهترین بازیکن فوتسال زنان در سال گذشته میلادی بودند و در نهایت «مینوزو» برزیلی عنوان بهترین بازیکن جهان را از آن خود کرد. بهترین‌های فوتسال جهان از سال ۲۰۰۷ از سوی این سایت معتبر معرفی می‌شود.